# Пероксидаза хрена
Пероксидаза хрена (англ. Horseradish peroxidase, HRP) — фермент, выделенный из хрена, широко применяющийся в молекулярно-биологических методиках для усиления слабого сигнала до уровня, необходимого для детекции. Пероксидаза хрена имеет молекулярную массу около 44173.9 Да, представляет собой гликопротеид и имеет четыре остатка аминокислоты лизина для соединения с молекулой, которую требуется пометить.
Продукт активности пероксидазы хрена представляет собой цветное или люминесцентное соединение, подходящее для детекции и количественного анализа. HRP часто используют в составе конъюгатов для детекции определенных молекул. Например, в случае вестерн-блоттинга используют конъюгаты HRP с антителами против заданных белков или молекул; в данном случае антитело обладает специфичностью к заданной мишени, а HRP образует детектируемый сигнал.. Пероксидазу хрена также используют в таких методиках, как ИФА и для иммуногистохимического анализа. 
Пероксидаза хрена представляет собой идеальный фермент для многих методик, так как имеет относительно небольшой размер, относительно стабильна и более дешева, чем альтернативы — например, щелочная фосфатаза. HRP имеет большее количество оборотов в единицу времени и потому обеспечивает развитие достаточно сильного сигнала за относительно небольшой период времени.

## Применение
В последние годы методика мечения нейронов пероксидазой хрена стала одним из основных инструментов исследований. За короткий промежуток времени пероксидазу хрена стали применять больше нейробиологов, чем метод окраски по Гольджи с 1870 года.D. Purves and J.W. Lichtman, Principles of Neural Development.
Пероксидаза хрена в свободной форме или в виде конъюгатов с другими молекулами требует наличие субстрата для визуализации. HRP окисляет субстрат в присутствии пероксида водорода, при этом образуются продукты, которые можно детектировать спектрофотометрически.
Коммерчески доступные субстраты пероксидазы хрена 3,3’,5,5’-Тетраметилбензидин (англ. TMB) и 3,3'-Диаминобензидин (англ. DAB) при окислении дают цветные продукты, а хемилюминесцентные вещества SuperSignal, ECL являются источниками детектируемого света при действии HRP.

### Усиление хемилюминесценции (ECL)
Пероксидаза хрена катализирует окисление люминола в 3-аминофталат через серию интермедиатов. Данная реакция сопровождается свечением низкой интенсивности с длиной волны 428 нм. В присутствии некоторых веществ возможно достичь усиления свечения до тысячи раз. Явление усиления свечения называют усилением хемилюминесценции (англ. enhanced chemiluminescence, ECL). Наиболее эффективными усилителями являются производные фенолов, например, п-йодфенол. ECL позволяет детектировать около 0,5 пикограмма нуклеиновой кислоты при Саузерн-блоттинге.

### Синтез полимеров

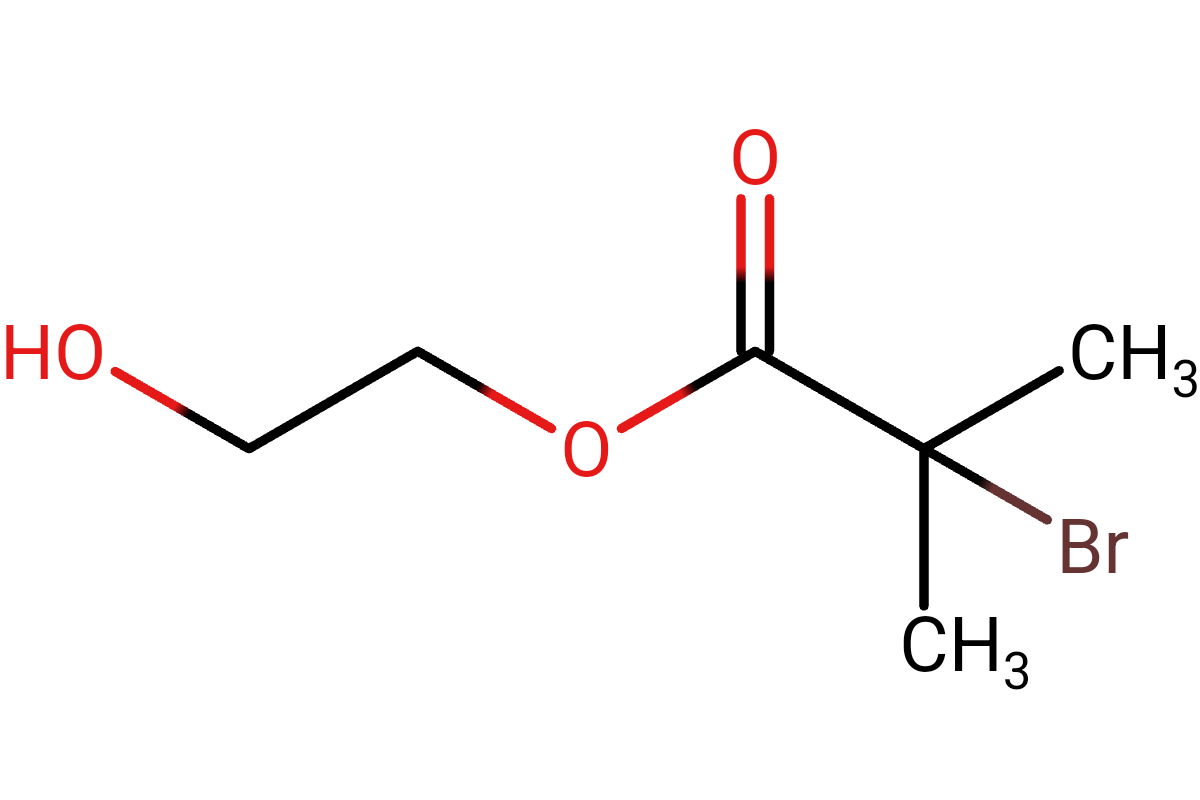
2-Гидроксиэтил 2-бромоизобутират, субстрат HRP.

Пероксидаза хрена может быть использована для синтеза различных полимеров, где самым изученным является процесс полимеризации производных фенола. Однако пероксидаза хрена может быть также использована для катализа Радикальной Полимеризации с Переносом Атома (РППА). В РППА HRP реагирует не с пероксидом водорода, а с инициатором реакции (алкил галогенид или алкил нитрил), в результате чего образуются радикалы, которые запускают процесс полимеризации. При использовании HRP в РППА возможно достичь уровня контроля полимеризации, сопоставимого с использованием комплексов переходных металлов.

## Внешние ссылки
- MeSH Horseradish+peroxidase